# سنگالیا برلندیری
سنگالیا برلندیری (نام علمی: Acacia berlandieri) نام یک گونه از سرده اقاقیا است.